# Gofer
Gofer es una implementación del lenguaje de programación Haskell desarrollado por Mark Jones en Oxford, con fines educativos. Gofer es el acrónimo de G(ood) F(or) E(quational) R(easoning) en español: Adecuado para razonar ecuaciones. Ha sido substituido por Hugs (Haskell User's Gofer System).